# Tessa Sanderson
Theresa Ione »Tessa« Sanderson, angleška atletinja, * 14. marec 1956, Saint Elizabeth Parish, Jamajka.
Nastopila je na poletnih olimpijskih igrah v letih 1976, 1980, 1984, 1988, 1992 in 1996, leta 1984 je osvojila naslov olimpijske prvakinje v metu kopja, leta 1992 pa je bila četrta. Na evropskih prvenstvih je leta 1978 osvojila srebrno medaljo. 